# Jonas Wind
Jonas Older Wind, född 7 februari 1999, är en dansk fotbollsspelare som spelar för Wolfsburg.

## Klubbkarriär
Den 31 januari 2022 värvades Wind av tyska Wolfsburg, där han skrev på ett 4,5-årskontrakt.

## Landslagskarriär
Wind debuterade för Danmarks landslag den 7 oktober 2020 i en 4–0-vinst över Färöarna, där han blev inbytt i den 72:a minuten mot Christian Eriksen.